# Il mio universo (Brusco)
Il mio universo è un mix dell'artista reggae italiano Brusco, pubblicato nel 2011.

## Tracce
1. Il Mio Universo
2. Take Away My Heart
3. Il Meglio di Me
4. Take Off
5. Metà della tua età
6. Money Fi Spend
7. Fortunatamente
8. Love How You a Gwan
9. I Tre Porcellini
10. Call My Name
11. Good Girl (feat. Villa Dutch)
12. Amore Non So
13. Nuh Care (feat. I-Octane)
14. Più Mi Buttano Giù (feat. Ulisse)
15. Pon di Bada
16. Tutto L'Amore del Mondo (feat. Franco Negrè & Lady Flavia)
17. La Stessa Strada
18. Juts Anoda Day
19. Vieni Con Me
20. Musica Magica (feat. Jaka)
21. Heart and Soul
22. Si si si si
23. She Wants me (feat. Konshens)
24. Dem a Go Fall
25. Twentyoneone
26. Fino All'Alba
27. Coward (feat. Etta Lite)
28. Falso
29. Ready
30. Defend di Weed (feat. Gappy Ranks)
31. Monkey Town (feat. Boomdabash)
32. My Stay
33. Yo Yo Dance (feat. QQ)
34. Smoke a Lot
35. Land Pon Me
36. Intollerante
37. Dis World Ii Mine
38. Un Uomo è Solo Un Uomo
39. Omo De Panza
40. La Cassetta e Il Vinile